# Río Dagua
Le río Dagua est un fleuve de Colombie.

## Géographie
Le río Dagua prend sa source sur le versant ouest de la cordillère Occidentale, dans la municipalité de Dagua (département du Valle del Cauca). Il coule ensuite vers le nord puis l'ouest avant de se jeter dans l'Océan Pacifique dans la baie de Buenaventura, quelques kilomètres au sud-est du port de Buenaventura.